# Sospel
Sospel (lokalno mentonsko: Sospèl; italijansko Sospello) je naselje in občina v jugovzhodnem francoskem departmaju Alpes-Maritimes regije Provansa-Alpe-Azurna obala nedaleč od Monaka in Mentona. Leta 2011 je naselje imelo 3.537 prebivalcev.

## Geografija
Kraj leži v pokrajini Provansi ob reki Bévéra, 40 km severovzhodno od središča departmaja Nice. Nahaja se znotraj francoskega narodnega parka Mercantour. Vzhodno od njega teče francosko-italijanska meja.

## Administracija
Sospel je sedež istoimenskega kantona, v katerega sta poleg njegove vključeni še občini Castillon in Moulinet s 4.121 prebivalci. Kanton je sestavni del okrožja Nica.

## Zanimivosti
- stari srednjeveški most s stolpom, slednji je služil kot trgovska mitnica na poti iz Piemonta v Sredozemlje,
- katedrala sv. Mihaela, grajena v času od 1642 do 1762 v pretežno baročnem slogu, z romanskim zvonikom iz 11. stoletja, sedež nekdanje škofije Sospel, ustanovljene 1370, ukinjene s konkordatom v letu 1801.
- Sospel je vmesna postaja na panoramski pešpoti po Mercantourju.